# Еббі Хетчер
Еббі Хетчер (повна назва Еббі Хетчер, детектор пухнастиків) - канадський анімаційний телевізійний серіал для дітей, виробництва  Guru Studio спільно з Spin Master Entertainment, прем'єра серіалу відбулася на каналі Nickelodeon у США 1 січня 2019 року  та на TVOKids у Канаді 11 лютого 2019 року. Він дебютував в Інтернеті 18 грудня 2018 р. 
4 червня 2019 року  вийшов другий сезон мультсеріалу. 

## Сюжет
Серіал слідкує за розумною та енергійною семирічною дівчинкою на ім’я Еббі Хетчер та її новими друзями Пухнастиками. Пухнастики - вигадані істоти, які мешкають у готелі її сім'ї. Разом зі своєю найкращою Пухнастою подругою Бозлі Еббі відправляється в шалені пригоди, щоб виправляти халепи, що їх створюють пухнастики та допомагати їм, як може. 

## Персонажі

### Головні
- Еббі Хетчер (озвучує Мейсі Друйн у CAN / US та Мейсі Марш у Великій Британії) - Очкова семирічна дівчинка американського та китайського походження, яка володіє детективними здібностями. Вона оснащена зап'ястним пристроєм під назвою Fuzzly Spotter, який повідомляє їй про проблему з Fuzzly, а також може керувати різними речами в готелі. У неї також є весняне взуття для високих стрибків, надувне пальто, яке допомагає їй піднятися в повітря, і мотоцикл (який вона помилково називає "велосипедом") для подорожей. Її гаджети доступні в проходах, які з’являються майже де завгодно, навіть у передмісті чи пустелі. Вона також досить добра, навіть до клопітних тварин. Її символ - серце.
- Бозлі (озвучує Уайат Уайт ) - Аквамариновий кролик, схожий на Пухнастого, який може перетворюватися невидимим і літати (крутячи вуха, як пропелер). Він також має надчутливий слух і має передню кишеню, де містяться різні предмети (деякі з них більші за нього). Він найкращий друг і партнер Еббі. Його символ - зірка.

### Пухнастики
- Принцеса Флаг (voiced by Michela Luci) – A pink gastropod-like Fuzzly who is made of glitter goo which can either be sticky or slippery. She can blow bubbles that could carry away anything that gets inside them, or neutralize sticky glitter gloo. Her tiara shoots a gooey string which she can use to grab or climb things as well as sticky projectiles. She often adds "me" at the beginning and end of her sentences ("Me, sleep, me!", "Me, streamers, me!", "Me, snacks, me!", etc.) and talks in broken English. She adopts a pet slug named Sparkles. Her symbol is a crown.
- Teeny Terry (voiced by Jacob Soley) – A small round marigold cat-like Fuzzly with winged arms that allow him to fly. He can inflate like a balloon which enables him to fly higher and carry more load. But when he has to deflate back to his normal size, he needs someone to tickle him. When he does deflate, he does gymnastics when no one is around to catch him. He is interested in mechanical stuff, but struggled at first, until he becomes Lex's partner. He sometimes dons a hard hat conjuring various tools that can be used for building and repairing. His mechanical skills become more advanced as the episodes progress. Though not typically bespectacled, he, along with Otis and Curly, need glasses to read. His symbol is an acorn.
- Otis (voiced by Christian Dal Dosso) – A red thimbleberry-like Fuzzly with three extendable tentacles on his head which can be used for swinging or reaching things several feet away. His tentacles also have holes that open which can stick to objects or pump air to inflatables. His four legs are also extendable. He is obsessed with buttons, and would press them all day. This obsession led him to become the hotel's elevator operator. Abby gave him an accordion to play with (which also has buttons) in order to keep him from going crazy with the elevator buttons. The elevator he operates not only takes users to certain floors of the hotel, it can also serve refreshments and various stuff for him and the patrons. He often speaks without altering or omitting his t's. His symbol is a circle.
- Curly (voiced by Sophie Cullingan) – A pink and orange rabbit-like Fuzzly with a spiral tail that can work like a spring, thus allowing her to leap high (and to also hold things as she lacks arms). Curly would sporadically say a word three times, or say the last word of her sentence three times. She likes being hugged which Abby uses to calm her if she is upset or her antics are causing trouble. She is the assistant to the hotel's cook, Chef Jeff. Her symbol is a spiral.
- Mo and Bo (voiced by Laaibah Alvi and Leo Orgil, respectively) – Twin cat-like Fuzzlies with stretchy torsos that allow them to reach things several feet high, and to slingshot stuff. They also have retractable heads and limbs, the ability to grow multiple extra pairs of legs in the middle, and heads that light up. They talk in rhyme. Mo is a white female while Bo is a black male. They also have an interest in shoes: Mo prefers boots and loafers while Bo prefers high heeled pumps. Their symbol is stripes.
- Harriet Bouffant (voiced by Hattie Kragten) – A doll-like Fuzzly with extendable pink and yellow hair which can be used as extra limbs. When her extended hair gets long enough, it can detach, leaving only a normal size portion on her head. Because she specializes in hairstyling, Harriet becomes Mrs. Melvin's partner in the salon. Her symbol is a bow.
- The Squeaky Peepers – An octet of small, helium-voiced, rainbow-coloried singing Fuzzlies. Their names are in this order: Big Do (the dark pink peeper), Re (the red peeper), Mi (the orange peeper), Fa (the yellow peeper with glasses), So (the green peeper), La (the blue peeper), Ti (the purple peeper), and Little Do (the bright pink peeper). When they get spooked, they turn yellow and start to bounce all over the place. They would also bounce around if they turn green as a result of their allergic reaction to glitter. To calm them down, most of the time, Abby uses a disc-shaped pitch pipe. When they are sad, they turn blue and sing blues music. They can run very quick, especially after they sing. Their singing sometimes involves a toy pipe organ where they move in and out of the pipes. When someone plays their organ, they don't want the player to play fast, or it will trigger their yellow bouncy state. Their symbol is a musical note.
- Flugtilda (voiced by Emma Berman) – An orange gastropod-like Fuzzly with green eyes who wears glasses and a baseball cap who is the cousin of Princess Flug. She neither possesses powers nor does she have a symbol that would represent her. She loves to sing and dance in conga. When Abby and the other Fuzzlies join in her fun, Princess Flug felt left out. When Princess Flug got stuck in a tree Flugtilda helps Abby and the Fuzzlies to get her out.
- Grumbles – (voiced by Kaden Stephen) A large purple meerkat-like Fuzzly who has the power to transform into anything. Abby met him in the wilderness, and thought he was some folklore creature. Abby found out Grumbles is a Fuzzly as a result of being identified by one of her equipment. Although he only morphs if he wants to, he could morph uncontrollably if he hiccups from eating a lot of food. He would also get thin as a pole when wet. His symbol is a leaf.
- Mumbles – (voiced by Ian Ho) A small dark blue meerkat-like Fuzzly who is Grumbles' younger cousin. There are rules on how to raise him, and doing any rule wrong would cause him to multiply.
- The Blossom Band – A quartet of plant-like Fuzzlies who like playing music. Their names are Tulip (voiced by Gracen Daly), Rose (voiced by Molly Lewis), Sweet Pea (voiced by Beatrice Schneider), and Daisy (voiced by Jackson Reid). Tulip, Rose, and Sweet Pea are female, while Daisy is male. Originally four odd silent and steady plant bulbs, but upon being sowed in the hotel garden plus getting exposed to moonlight, they evolved and developed anthropomorphic qualities. Because their affinity for music was getting them into trouble in the hotel, Abby created musical instruments for them made of cardboard. Their cardboard instruments later transformed into real ones, thanks to another moon miracle. Tulip plays a saxophone, Rose plays a guitar, Sweet Pea plays gourd rattles, and Daisy plays a long-necked keyboard. Though not officially a member of their group, Abby would at times serve as their lead singer.

### Люди
- Шеф-кухар Джефф (озвучив Пол Сан Хен Лі) - мініатюрний шеф-кухар готелю Еббі. Шеф-кухар Джефф також є предметом запущеного кляпа, коли Еббі у своєму триколісному велосипеді проходить повз кухню, де він готує страву, внаслідок чого виникла комічна аварія, але він, тим не менше, насолоджується або знайде щось позитивне в цьому. Окрім шеф-кухаря, він також є футболістом. У нього є мати, яка теж шеф-кухар.
- Міранда Хетчер (озвучує Джосетт Хорхе) - китайська мати Еббі, яка працює садівником готелю.
- Лекс Хетчер (озвучує Террі Макгеррін) - американський батько Еббі, який працює на стійці реєстрації та виправляє речі в готелі, коли вони ламаються.
- Мелвін (озвучив Крістіан Кемпбелл у CAN / США та Іден Лоуренс у Великій Британії) - пані 4-річний син Мелвіна, фанатик тварин. Він є домашнім котом на ім’я Елвін.
- Місіс. Мелвін (озвучує Кім Робертс) - Перукарня салону готелю.
- Містер Мелвін (озвучив Мак Хейвуд) - місіс Чоловік Мелвін та батько Мелвіна.
- Суддя Торн (озвучує Кетрін Дішер) - місцевий суддя змагань та змагань. Суддя Торн трохи схожий на Керол Бернетт . Вона також є телевізійною особою.
- Вай По (озвучує Джейн Лук) - бабуся Еббі з Китаю. Незважаючи на свій вік, вона досить спортивна.
- Аллен і Джеффрі - Двоє чоловіків, яких бачать, дивлячись навколо. Одного разу вони стають гостями в готелі Еббі. У них є маленька племінниця на ім'я Лора, яка трохи божевільна від Бозлі, бо у неї є плюшевий, на якого Бозлі схожий.

### Тварини
- Елвін (озвучує Шейл Саймонс ) - домашня кішка Мелвіна.
- Sparkles - це вихованець домашнього улюбленця принцеси Флюг.
- Порція - домашня риба шеф-кухаря Джеффа.

## Епізоди
List of Abby Hatcher episodes

## Трансляція на каналі
Еббі Хетчер дебютувала в Канаді на освітніх провінційних мовниках TVOKids та Knowledge Network 11 лютого 2019 р.  Прем'єра шоу відбулася у Ніку-молодшому у Великій Британії 6 травня 2019 року та в " Молочному коктейлі " 5-го каналу ! блок 2 березня 2020 року. Шоу також дебютувало іспанською мовою на Clan в Іспанії та Nat Geo Kids в Латинській Америці наприкінці серпня 2019 року.
на канал Nick Jr. Channel, де їх демонстрували з 10 листопада 2019 року.

## Зовнішні посилання
- Офіційний вебсайт [Архівовано 14 січня 2021 у Wayback Machine.]
- Abby Hatcher на сайті IMDb (англ.)